# (229781) Arthurmcdonald
(229781) Arthurmcdonald est un astéroïde de la ceinture principale.

## Description
(229781) Arthurmcdonald est un astéroïde de la ceinture principale. Il fut découvert le 3 août 2008 à Vallemare Borbona par Vincenzo Silvano Casulli. Il présente une orbite caractérisée par un demi-grand axe de 3,16 UA, une excentricité de 0,08 et une inclinaison de 14,0° par rapport à l'écliptique.